# Криптобиоз (болезнь рыб)
Криптобиоз — болезнь, вызываемая жгутиконосцами, паразитирующими в крови и жаберном аппарате экзотических, промысловых и прудовых рыб.

## Возбудитель
Одноклеточные паразиты, относящиеся к классу жгутиконосцев, отряду Bodonidea, семейству Bodonidae, роду Cryptobia. Из рода Cryptobia два вида — С. cyprini и С. branchialis — являются паразитами не только свободно-живущих и прудовых, но и аквариумных рыб.
С. cyprini, паразитируя в крови карповых (карпа, сазана, карася, линя, белого амура) и других пресноводных рыб, в том числе и аквариумных, размножается со сменой хозяев. Основной хозяин — перечисленные выше виды рыб; промежуточный — кровососущие пиявки, в кишечнике которых жгутиконосцы размножаются и при акте сосания переходят в кровеносное русло.
С. branchialis, паразитирующий на жаберных лепестках карпа, серебристого карася, белых и черных амуров, белых и пестрых толстолобиков, а также экзотических рыб, размножается без промежуточного хозяина путём продольного деления.
Наиболее восприимчивы к криптобиозу рыбы рода Carassius (золотая рыбка, шубункин, вуалехвост, телескоп, львиноголовка и другие разновидности). Взрослые рыбы болеют реже, являясь носителями криптобий, у молоди болезнь часто протекает в острой форме, вызывая массовую гибель.

## Лечение
Методы лечения криптобиоза, вызываемого С. cyprini, не разработаны. Больных рыб, жаберный аппарат которых поражен жгутиконосцами С. cyprini, лечат в общем аквариуме, применяя сульфат меди, бициллин-5, комбинированный раствор малахитового зеленого и сульфата меди. Для лечения рыб в отдельном сосуде используют формалин.
Профилактика болезни заключается в исключении попадания в аквариумы заразного начала из водоемов, где обитают свободноживущие рыбы, среди которых особую опасность представляют растительноядные.
По материалам сайта Минский Ветеринарный WEB-Центр